# ورفیل، هوت گرن
ورفیل، هوت گرن (به فرانسوی: Verfeil, Haute-Garonne) یک کامین در فرانسه است که در Canton of Verfeil واقع شده‌است.

## خصوصیات
ورفیل ۴۱٫۲۳ کیلومترمربع مساحت و ۲٬۹۹۳ نفر جمعیت دارد و ۲۲۵ متر بالاتر از سطح دریا واقع شده‌است.

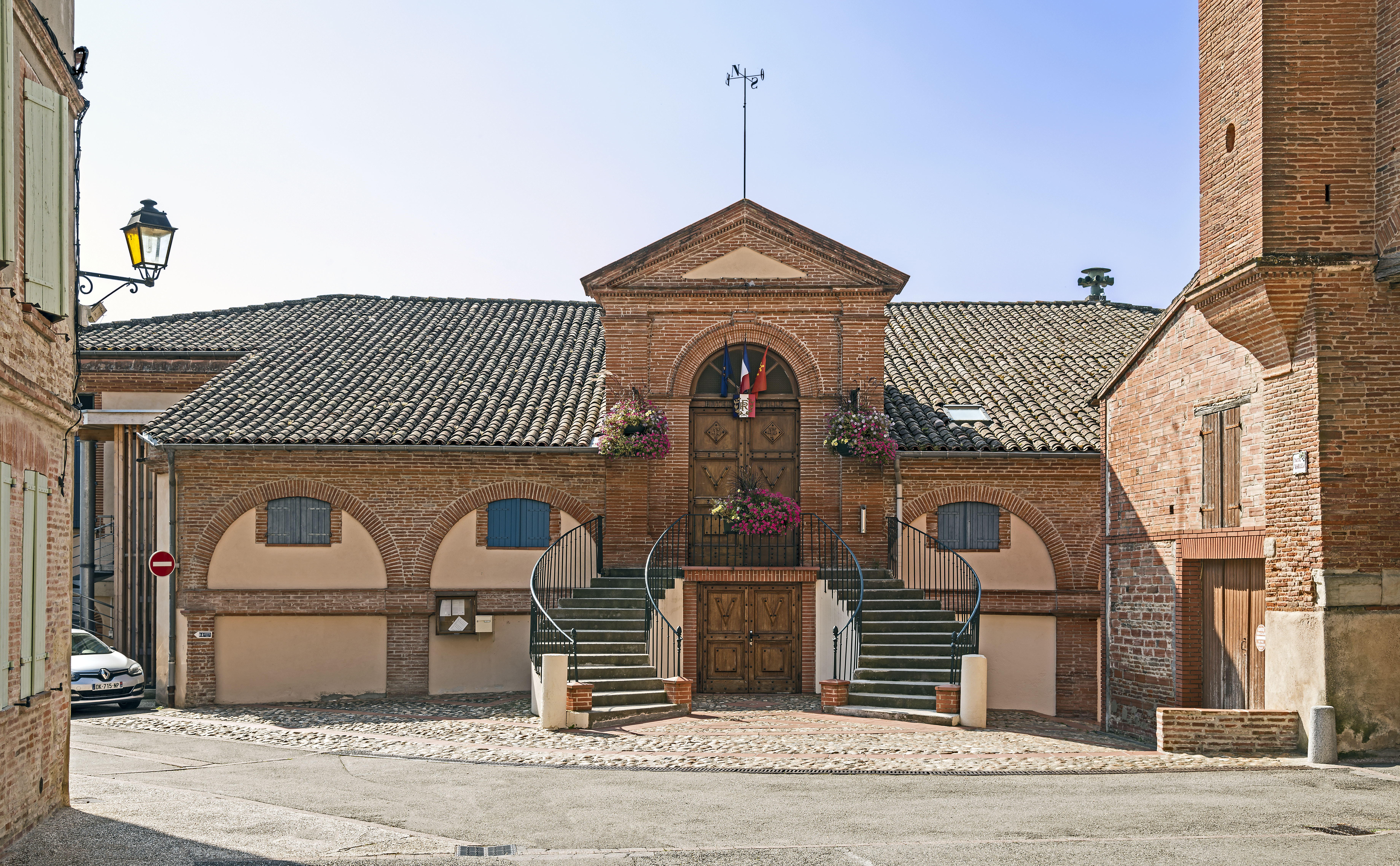
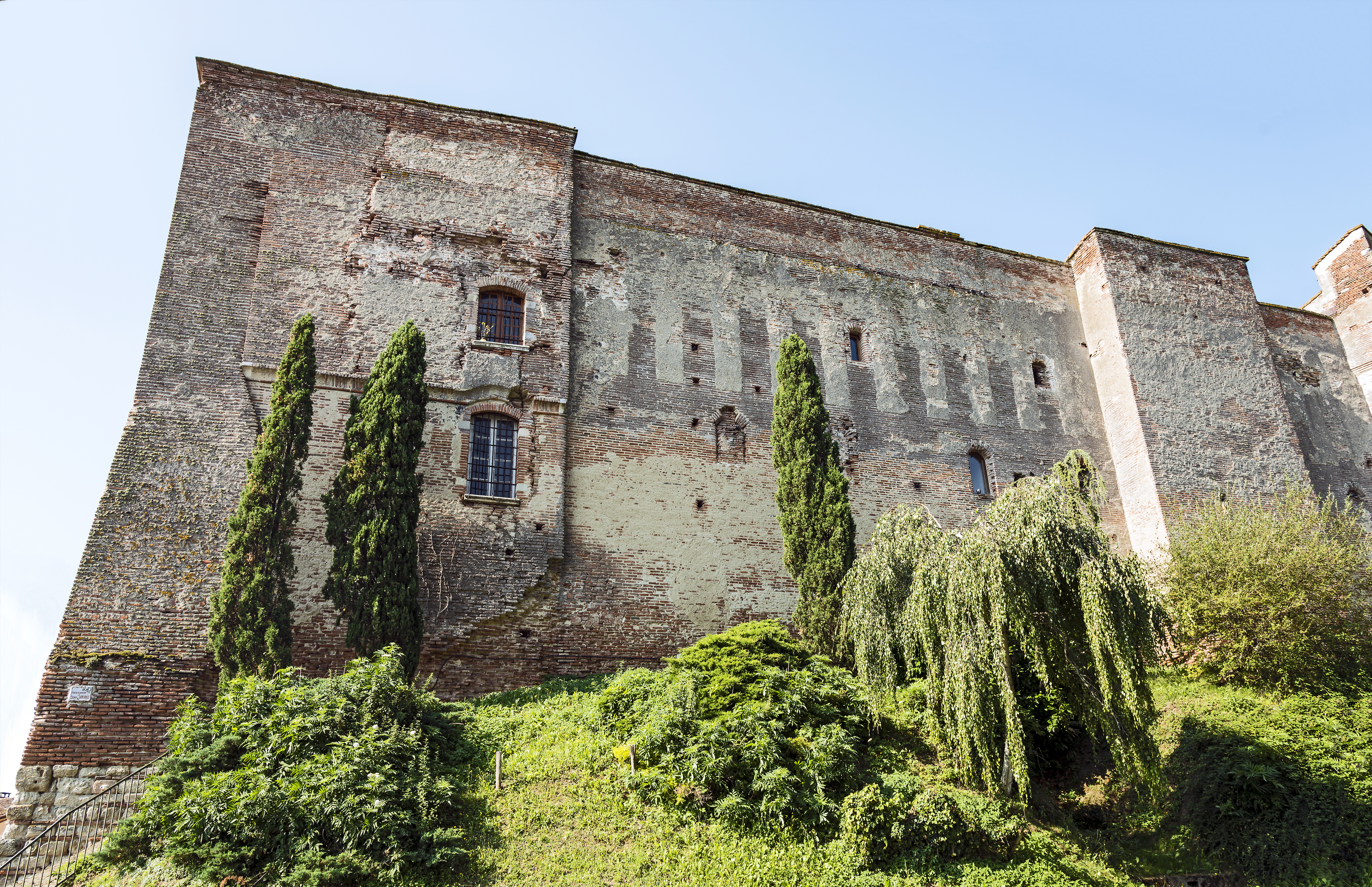
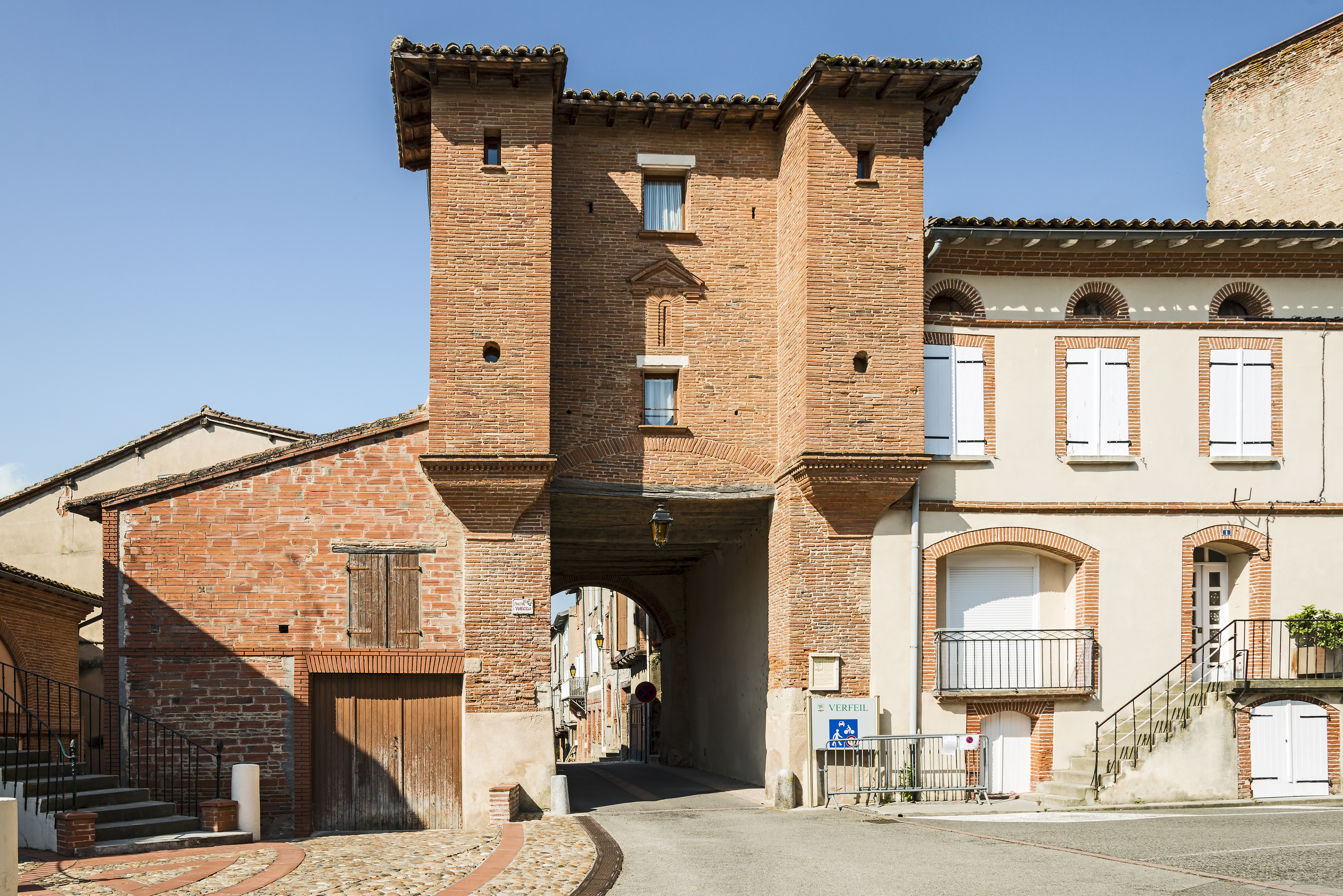
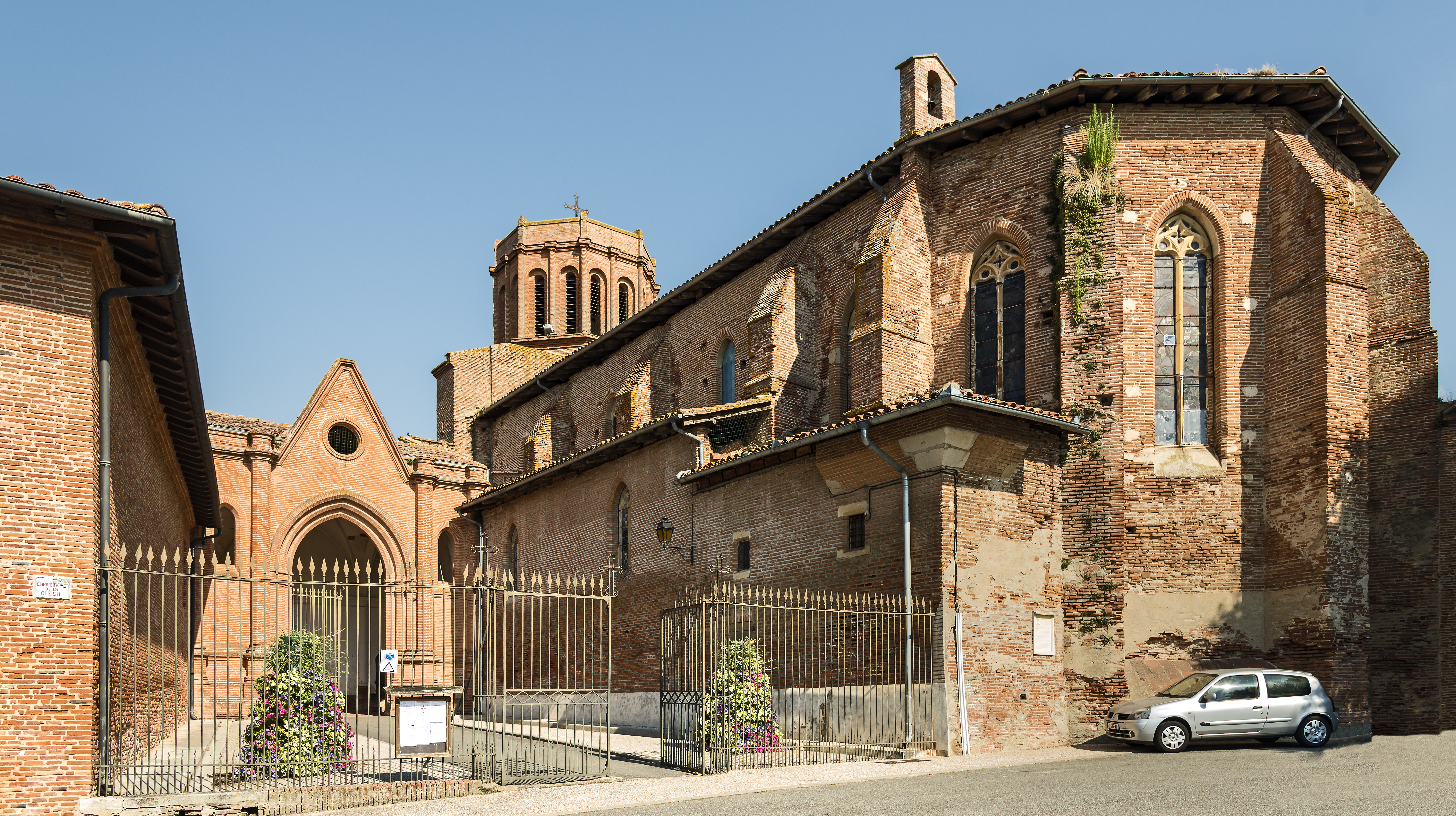
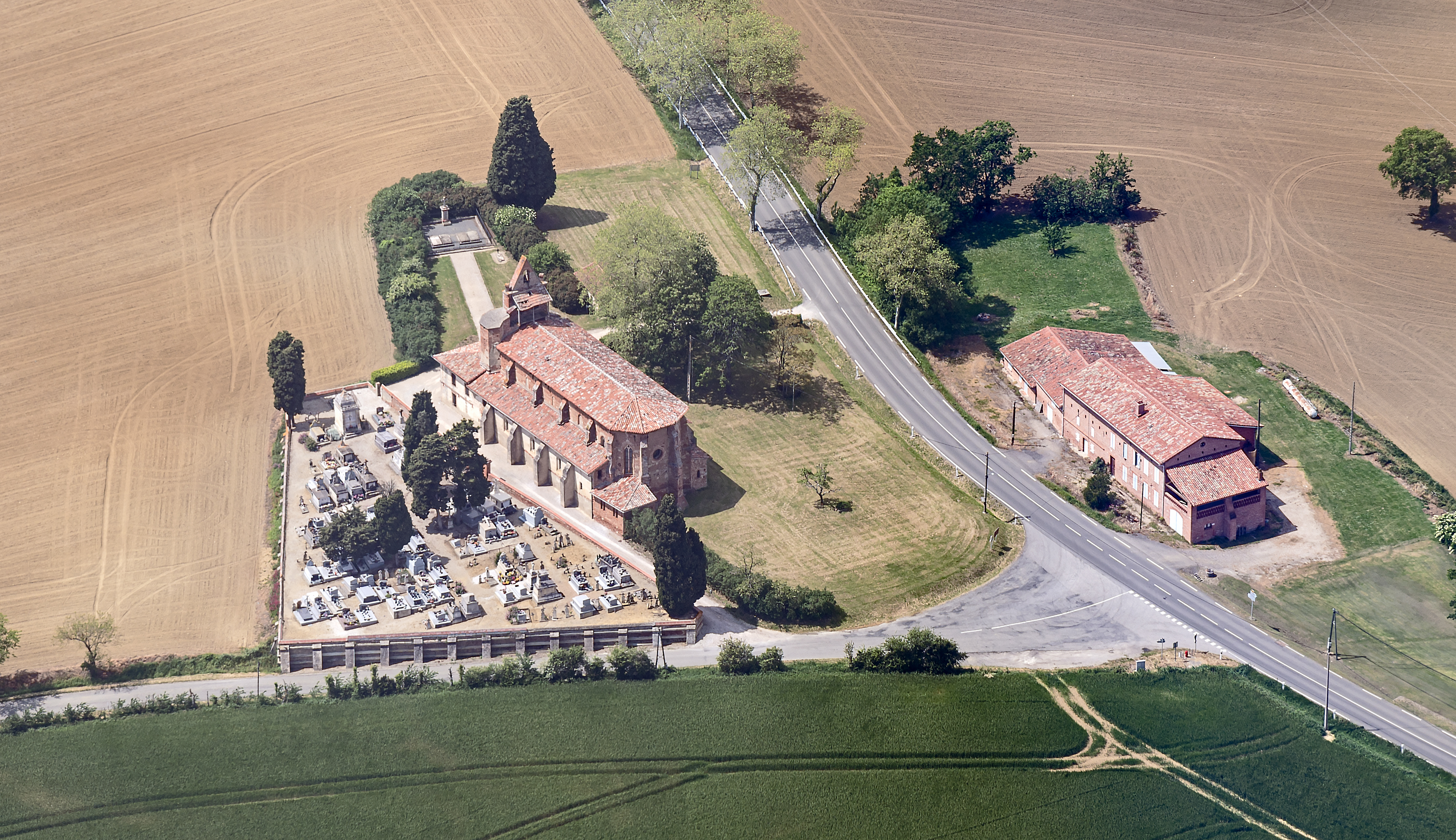
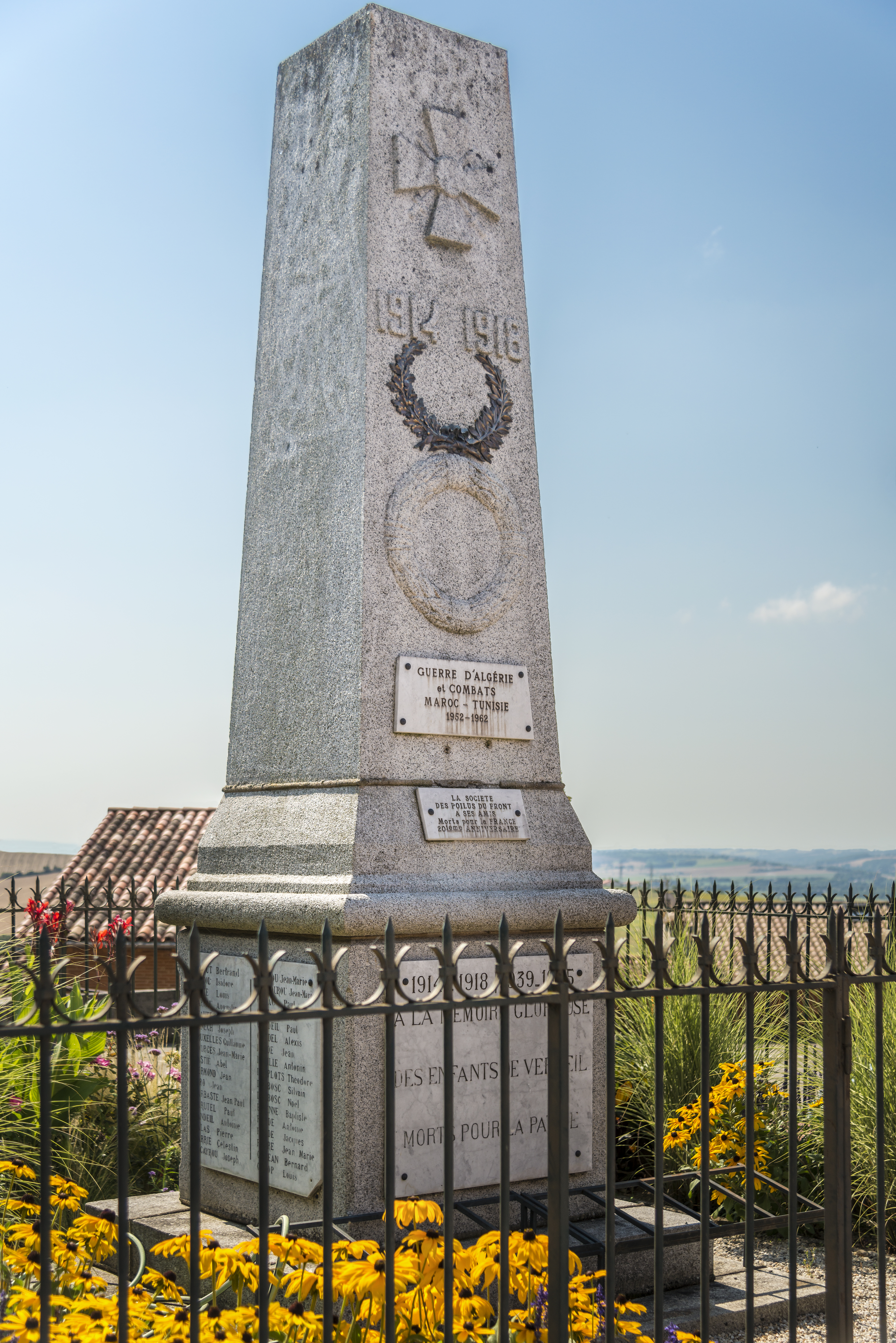